# Universal Signs
Pour plus de détails, voir Fiche technique et Distribution.
Universal Signs est un film dramatique américain écrit, produit et réalisé par Ann Calamia, sorti en 2008. Ceci est un film moderne en langue des signes américaine.

## Synopsis
Se sentant très coupable de la mort de la fille de sa fiancée qui lui avait confié la garde, un jeune artiste sourd, déprimé et en colère, s'est introverti jusqu'à ce qu'il ressente une nouvelle vie avec sa nouvelle petite-amie, tout en se pardonnant, en redécouvrant sa muse et en surveillant son amour…

## Fiche technique
- Titre original :
- Réalisation : Ann Calamia
- Scénario : Ann Calamia
- Direction artistique : Hilary Frisch
- Costumes : Hilary Frisch et Laurie Satran
- Photographie : Daniel Watchulonis
- Montage : Ann Calamia et Catherine Miller
- Musique : Joe Renzetti
- Production : Ann Calamia, Catherine Miller et Lupe Ontiveros
- Société de production : Universal Signs Productions
- Société de distribution : [Laquelle ?]
- Pays d'origine :  États-Unis
- Langue originale : langue des signes américaine
- Format : couleur
- Genre : drame
- Date de sortie : 2008

## Distribution
- Anthony Natale : Andrew
- Sabrina Lloyd : Mary
- Lupe Ontiveros : Claire
- Margot Kidder : Rose Callahan
- Robert Picardo : Père Joe
- Aimee Garcia : Trish
- Robert Hogan : M. Callahan
- Troy Kotsur : Chris
- Deanne Bray : Natalie
- Ashlyn Sanchez : Katie
- Robert DeMayo : le colporteur

## Distinction

### Récompense
- Festival international du film de Philadelphia 2008 : Meilleur film pour Ann Calamia